# Fernando Lúpiz
Fernando Oscar Lúpiz (Buenos Aires, 12 de abril de 1953) es un esgrimista, actor y guionista argentino. Fue campeón argentino de esgrima en los años setenta y se hizo popular en sus comienzos por trabajar junto al actor estadounidense Guy Williams, reconocido por protagonizar la serie de televisión El Zorro. Con Williams además tuvo una larga y estrecha amistad, la cual llevó al último a considerar a Lúpiz su heredero natural para interpretar al legendario héroe enmascarado. Ha pasado por el teatro, el cine y la televisión en la historia de la escena nacional.

## Biografía
Fernando Lúpiz nació en Buenos Aires el 12 de abril de 1953. Hijo del esgrimista Enrique Lúpiz y sobrino nieto de Fernando Ochoa, desde chico demostró habilidades para el deporte, además de ser dueño de un carácter sencillo y franco. Él siempre recuerda una anécdota que determinaría su sensibilidad: su madre en una ocasión le enseñó el sentido de la generosidad, haciéndole regalar su monopatín nuevo al hijo de su mucama, que no podía tener uno. Ese episodio lo agradecería siempre, dada su significación.
La esgrima fue una de sus pasiones desde jovencito. Campeón argentino y luego sudamericano de esgrima, obteniendo la medalla de bronce en los Juegos Panamericanos de 1975 -en la modalidad sable por equipos- y en los Juegos Panamericanos de 1979 -en la modalidad florete por equipos-. Asimismo compitió en los Juegos Olímpicos de Múnich 1972 y en los Juegos Olímpicos de Montreal 1976. En 1977 se alzó con el Olimpia de Plata por esgrima. 
Haber sido convocado como partenaire de Guy Williams (El Zorro), cambió su vida para siempre, ya que se introduce de lleno en el mundo del espectáculo. Estudió teatro con Lito Cruz y con Augusto Fernández, y tuvo como padrino artístico a Alejandro Doria. Además de trabajar (como le sucediera al propio Williams) 16 años en publicidad, su apostura hizo que interpretara personajes románticos (ha hecho un sinfín de telenovelas) y a su vez, demostrando siempre su agilidad. También condujo programas como animador.
Emprendedor, ha escrito ocho libros para televisión y encontró sus mejores trabajos como productor. Más tarde, Detective de señoras, que lo tenía como intérprete, fue su gran éxito, más después de la muerte de su compañero César Pierry decidió participar un poco menos en proyectos actorales para dedicarse un poco más a la actividad empresarial privada (entre ellas, el Polo Bike).
Su regreso como El Zorro le devolvió la primera plana de los titulares de espectáculos, obteniendo lauros en cuanto lugar se ha presentado, y logrando el primer lugar en espectáculos infantiles en sus dos presentaciones en la calle Corrientes de Buenos Aires (en el Teatro Broadway en el año 2000, y en el Opera en el 2002). En el verano de 2001, la obra se presentó en el Teatro Tronador de Mar del Plata, en cuya producción lo acompañó su amigo Alejandro Farrell, y logró la obtención de cuatro Premios Estrella de Mar. El Zorro ha arrancado sonrisas en los niños, el aplauso de los grandes y los elogios de la crítica.
Fernando fue el primer actor de aventuras de Argentina, poniendo en el aire una serie de acción cuando era impensable que algo así pudiera realizarse en el país. Su relación casi filial con Guy Williams hace que público de todo el mundo demande información sobre él. El afecto internacional le fue coronado cuando se presentó en Hollywood para inaugurar la estrella de Guy, en agosto de 2001. Su nombre aparece en todas las biografías del actor estadounidense.

## Amistad con Guy Williams
Cuando en 1973 el actor estadounidense Guy Williams visitó por primera vez Argentina, fue recibido con gran euforia y agasajos por miles de niños y admiradores de su personaje El Zorro, de la afamada serie televisiva homónima norteamericana, realizada por The Walt Disney Company y que se emitía con gran aceptación en el país. El éxito de la presencia del actor en el país generó tanta prensa que luego realizó otras tantas visitas, siendo una de ellas en compañía de Henry Calvin, conocido por el papel del Sargento García en El Zorro.
Fue en una exhibición de esgrima en el programa de Jorge Porcel donde Guy Williams conoce a Fernando Lúpiz. Ya que El Zorro se preocupaba de que las exhibiciones fueran creíbles, y Lúpiz era el único que comprendía esto, ninguno quería parodias con botones en la punta de las espadas, por lo que usaban puntas de verdad. Para el 6 de enero de 1974, día de Reyes, Williams volvió a la Argentina por tercera vez, pero ya no contratado por canal 13, si no para hacer presentaciones por su cuenta. Con tal fin, lo saca a Fernando de la conscripción militar para que lo acompañara en una gira por la provincia de Córdoba.
Posteriormente, entre enero y julio de 1975, Williams regresó para distintas presentaciones, la más importante de las cuales fue en el estadio abierto de la Sociedad Rural Argentina, donde realizó durante 16 días dos shows diarios. Nuevamente su compañero fue Fernando Lúpiz, quien interpretaba al Capitán Monasterio, a pesar de que se veía muy joven para este papel. Para promocionar el espectáculo, Guy estuvo en programas infantiles como Patolandia, conducido por Rafael Carret y El show del Capitán Piluso, conducido por Alberto Olmedo. Tales presentaciones estaban armadas con shows circenses, y el gran final reservado para el ídolo que todos los niños querían ver en persona. Al final, luego de ser presentado, el Zorro ingresaba a la pista dando vueltas en su caballo y saludando con su brazo en alto. Inmediatamente aparecía en escena Monasterio, quien previamente hubiera abatido injustamente a dos aldeanos en una brutal pelea de espadas (los esgrimistas Juan y Andrés Gavajda) y comenzaba el duelo que terminaba con la victoria del Zorro. Debido al gran éxito de sus presentaciones, cada año subsiguiente Guy Williams regresó a la Argentina para repetir las rutinas del show por diferentes escenarios del país, siempre con su mismo partenaire, Fernando Lúpiz, con quien se sentía seguro y confiado para realizar las rutinas de esgrima con espadas que tuvieran punta verdadera.
Hacia 1977, los productores Carlos Montero y Enrique García Fuertes anunciaron oficialmente el proyecto de realizar una película en Argentina de El Zorro. Guy se había presentado en el programa Patolandia, y al ver el suelto desempeño al hablar ante cámaras de Fernando, al finalizar el programa lo convocaron para personificar al hijo del Zorro en la película que realizarían con Guy Williams. Recuerda Fernando: «Me llamaron al segundo piso del canal y me pusieron un vaso de whisky, yo les dije que no bebía, y ellos respondieron, no importa, tomalo y sentate porque tenemos algo muy importante para ofrecerte...queremos hacer la película del Zorro y que vos seas su hijo... Yo sentía que no podía creerlo...».
Enterados de la futura película del Zorro en Argentina, el productor Carlos Patiño y el empresario Nino Segura, deciden contratar a Guy para el circo Real Madrid, para la temporada de Mar del Plata 1977/78, y fue un verdadero éxito entre todos los espectáculos que se presentaron en La Feliz. Desde diciembre de 1977, hasta fines marzo de 1978, 242.639 personas aplaudieron al Zorro en vivo, un éxito rotundo no superado en el país hasta la fecha por otro espectáculo. Este suceso se trasladó a la capital durante los meses de invierno del mismo año, para luego salir de gira por el interior del país y por Latinoamérica.
Con la base del vestuario original de El Zorro, Williams y Lúpiz se confeccionaron con el renombrado sastre teatral Jorge Micheli otros dos vestuarios completos para el buen funcionamiento de recambio, entre show y show, los cuales eran completamente de negro para el Zorro y su hijo. En el espectáculo Guy Williams aparecía a caballo, saludaba y antes de bajarse de su caballo Tornado, lo hacía parar de manos, y posteriormente se dirigía al público diciendo: «¡Traigo desde Disneylandia un gran, gran beso para todos los chicos que están hoy aquí, en Argentina!». A continuación, Williams respondía varias preguntas que los niños habían hecho por correo, hasta el pedido general de mostrar su identidad; Williams les hacía rogar un poco a los niños y con un golpe musical de la famosa canción de El Zorro de Disney este se sacaba la máscara, mostrando a Don Diego de la Vega, pidiendo luego que el secreto «¡no saliera del circo!». Siguiendo con la rutina de las preguntas le llegaba el turno a la próxima película que iba a realizar donde participarían nuevos personajes como el hijo, y que para ese rol se había elegido a un joven actor y campeón argentino de esgrima, salía Fernando detrás de un gran telón corriendo hacia el centro de la pista para chocar las manos con su padre en la ficción, saludaba al público y le decía que ya se sentía entrenado para poder vestir la capa, la máscara y usar su espada por la justicia. Don Diego le contestaba que debería probar si ya había adquirido el «sentimiento de hierro» necesario como para poder regalarle su espada y el resto de la ropa (capa, sombrero y máscara), el público gritaba desenfrenado para ver en vivo un combate entre los personajes de negro y sus brillantes espadas. El show terminaba cuando el padre desarmaba al hijo pero igualmente le entregaba su uniforme completo por el hecho de confirmar sus agallas y su «sentimiento de hierro».
Lúpiz relató que «Él me probaba en el show para comprobar si tenía el sentimiento de hierro y si podía usar la ropa y la espada del Zorro. Como competía bien con él, si bien siempre ganaba Guy, me decía que tenía el sentimiento de hierro y me daba la ropa del Zorro. Con el tiempo me di cuenta de que ésa era la herencia que me estaba dejando él: era el hijo del Zorro y algún día podría convertirme en el Zorro. Pero yo estaba feliz con ser sólo su hijo. Así recorrimos el país y América latina. Con los años fuimos teniendo una gran comunión, logramos una relación de padre e hijo. Fue algo maravilloso. Hay gente que lo ha conocido mucho a Guy, ese año me dijo que me había querido como a un hijo. Yo estaba a su lado». Lúpiz también recuerda de esa etapa: «El realismo de las escenas nos ponía en peligro -recuerda Fernando- a veces un mal movimiento y nos lastimábamos. A veces me rozaba en un labio y empezaba a sangrar. Guy se afligía y murmuraba para que el público no se diera cuenta: ¡blood, blood!, a lo que yo le respondía: ¡ya lo sé, ya lo sé! ¿cómo no iba a saberlo, si estaba con toda la boca hinchada?....Terminábamos el show como si nada pasara y venía gente a saludarnos al final y nos decía: ¡ché, que bueno lo de la sangre!».
Fernando se emociona al recordar a Guy y aporta una anécdota que pinta el modo en que los actores participaban del juego: «Estábamos con Guy en Salta para una función, y nos preguntábamos si vendría gente. Entonces yo, que era más joven e intrépido, ya vestido con la ropa del show, me mandé sobre esos techos coloniales salteños para ver al público a escondidas. Y cuando estaba sobre el tejado, todo de negro, me pasó algo muy extraño, sentí que era realmente el Zorro. Cuando se lo conté a Guy, me confesó que le pasaba frecuentemente, que se vestía del Zorro y eso lo convertía, para él mismo, en el espadachín».
En 1978 el Canal 13 fue intervenido por la Junta Militar y la película no se pudo realizar. Guy y Fernando continuaron con las giras del Real Madrid por diferentes ciudades durante nueve meses seguidos, promocionando la película que Guy quería realizar en Argentina, él creía que alguien tenía que producir una película del Zorro, ya que la serie se exhibía en ese momento en más de 65 países en el mundo, con más de 500 millones de espectadores. El único dispuesto a poner el dinero, fue el entonces prolífico productor Palito Ortega. Esta inversión traía de la mano exigencias de Ortega para cambiar el guion y el reparto. Algunas eran agregar personajes que no estaban, como Bernardo o Monasterio, y otras tenían que ver con los actores que en ese momento Ortega tenía bajo contrato, como Carlitos Balá, de quien se esperaba que hiciese de Bernardo. Guy Williams dijo al respecto: «¿Cómo voy a poner de mudo a un tipo que dice sasasasasasa?». Algunos rumores de la época sostenían que el papel de Monasterio sería para Alfredo Alcón, y otros que sería para Raúl Lavié. Todas estas demandas, que alteraban la visión que Williams tenía sobre esta nueva historia del Zorro, hicieron que finalmente se abortara el proyecto con Ortega como productor. Posteriormente se desvincularon del circo Williams y Lúpiz para continuar con los shows por todo el interior del país en diferentes soportes, como teatros, anfiteatros, estadios de fútbol, circos, etc. Esta etapa fue junto a Aracelli Lisazo como maestra de ceremonia del show, el cual duraba 18 minutos aproximadamente.
A mediados de 1979 el dúo viajó a Caracas (Venezuela) para hacer una presentación del Zorro y su Hijo en el show de Sábado sensacional, donde Guy Williams promocionaba la película de El Zorro que él mismo había escrito, y donde finalizaba el espectáculo con una pelea de espadas con Fernando Lúpiz. Se realizaron 750 shows hasta el año 1983. Mientras tanto se hacía todo lo posible para conseguir el inversor de la película que querían realizar. Los diferentes productores que Guy fue encontrando, exigían que bajara los costos, y su negativa de hacerlo por considerar que iba en desmedro del producto, hicieron que la película finalmente, nunca se filmara.
El 12 de abril de 1989 Fernando cumplía años y Guy le llevó como regalo todo el vestuario del Zorro con la espada que él siempre usaba, exceptuando las botas para poder cabalgar en alguna circunstancia, dándose cuenta Fernando y sus amigos que de alguna manera Guy sentía la necesidad de brindarle un legado a su hijo en la ficción... «Una de las cosas que me impactaron de él, eran su calidez y su bondad. Siempre dispuesto a brindar su amplia mano a quien la necesitara, Guy supo cosechar el cariño y afecto de todos los que lo rodearon. Parece mentira, pero la personalidad de aquel Diego de la Vega se había hecho carne en él. Como el Zorro, no soportaba la injusticia, y hasta en algunas ocasiones parecía ingenuo. Fue un ser maravilloso y pienso que este final (la muerte de Guy Williams) es un hecho lamentable, porque fue un gran hombre que jamás trató de ocultar ese niño que todos llevamos dentro. Quiero recordarlo así, siempre feliz, siempre dispuesto y mostrándole a todo el mundo ese eterno proyecto de inmortalizar su azarosa vida en una película».
Los restos de Guy Williams descansaron por un breve tiempo en el panteón de la Sociedad Argentina de Actores gracias a las gestiones de Lúpiz, ya que en un primer momento no quisieron recibirlo por no ser de nacionalidad argentina. Unos meses después, el cuerpo fue cremado y sus cenizas enviadas a Estados Unidos, donde fueron recibidas por sus hijos y esparcidas por las montañas californianas y el mar, de acuerdo al último deseo de Williams.
Guy Williams adoraba a Lúpiz, a quien quería como a su hijo. Lúpiz le enseñó el idioma español y las costumbres argentinas. Guy le dejó su antifaz, su traje del Zorro, y la espada, la misma con la que apostaban para ver quién la hundía primero en la arena del circo. Y un sentimiento de hierro, una mística que sólo ellos compartieron y que Fernando revive cada vez que se coloca el antifaz para interpretar al Zorro en la escena porteña. Lúpiz afirmó en una ocasión: «Está en la piel, hay un código zorrófilo y me siento el más indicado para hacerlo».

## Filmografía

### Televisión
- 1979: Chantecler, en ATC.
- 1980: Anastasia en la sombra, en ATC.
- 1981-1982: Luciana, en ATC.
- 1982: La búsqueda, en Canal 13.
- 1982: Cuando vuelvas a mí, en Canal 13.
- 1984: Tramposa, en Canal 13.
- 1984: Lucía Bonelli, en Canal 11.
- 1987: Mesa de noticias, en ATC.
- 1987: El lobo, en Canal 9.
- 1987: La cuñada.
- 1988: Pasiones.
- 1988-1989: Matrimonios y algo más, en Canal 13.
- 1991: Detective de señoras, en Canal 13.
- 1992: Mi socio imposible.
- 1993: Dos al toque, de Telefé.
- 1994: Brigada Cola, de Telefé.
- 1994-2000: Susana Giménez (8 sketches) en Telefé.
- 1995: Aprender a volar, en Canal 13.
- 1995: Por siempre mujercitas, en Canal 9.
- 1996: Poliladron, en Canal 13.
- 1996-1997: Mamá x 2, en Canal 9.
- 1997: Gane volando (conducción) ATC.
- 1998: Telesuerte (conducción) en Canal 9.
- 1999: ¡Trillizos, dijo la partera!, en Telefe.
- 2000: Primicias (10 capítulos) en Canal 13.
- 2001: Un cortado, historias de café en Canal 7.
- 2003: Soy gitano en Canal 13.
- 2003: Los simuladores, como él mismo, en Telefe.
- 2003: Ensayo.
- 2003-2004: El club del Zorro, en Canal 13.
- 2006: Collar de esmeraldas, en Canal 13.
- 82 cortos de cine publicitario

### Cine
- 1982: Los pasajeros del jardín, de Alejandro Doria.
- 1982: El impenetrable, de Carlos Orgambide.
- 1988: El profesor punk, de Enrique Carreras.
- 2006: Doble filo.
- 2006: La luz del bosque.
- 2018 "No llores por mí, Inglaterra" Dir. Néstor Montalbano

## Teatro
- Un inocente adulterio
- 1984: En boca cerrada, de Agustín Alezzo.
- 1988: Qué familia de locos, de Enrique Carreras.
- 1990-1991: Matrimonios y algo más..., de Hugo Moser.
- 1991: Mentirosos, con Claudio García Satur.
- 1994: Brigada Cola, con Emilio Disi.
- 1999: Las alegres mujeres de Shakespeare, de Claudio Hochman.
- 2000-2001: El Zorro, de Claudio Hochman.
- 2002: Vuelve el Zorro, de Claudio Hochman.
- 2003: El Zorro y las monedas de oro, de Carlos Moreno.
- 2004: El Zorro III, la espada de la libertad, de Carlos Moreno.
- 2005-2006: La guarida del Zorro, el diamante de la corona, de Carlos Moreno.
- 2005-2006: 5 gays.com, de Rafael Pence.
- 2007: Mi mujer se llama Mauricio.
- 2008: Mister Nueva York, de Carlos Evaristo.
- 2009: El Zorro, el tesoro de la montaña azul.
- 2015: La jaula de las locas
- 2023: Cyrano.